# Dendropark Stepanawan
Dendropark Stepanawan, Soczut (orm. Ստեփանավանի դենդրոպարկ) – arboretum znajdujące się w pobliżu miejscowości Stepanawan w prowincji Lorri w północnej Armenii. Obiekt powstał jako pierwsza tego typu placówka w Armenii w 1933, z inicjatywy Polaka – Edmunda Leonowicza (1902–1986). Pracował on w ormiańskiej Komisji Leśnictwa i w tym miejscu zaczął wprowadzać do lasu liczne gatunki obce i ozdobne drzew i krzewów. Opiekował się obiektem do 1984 roku, kiedy to dyrektorem placówki został jego syn. Arboretum zajmuje 35 ha z czego 17,5 ha to las z sosną syberyjską Pinus sibirica, a 15 ha to kolekcja różnorodnych roślin introdukowanych. Zagospodarowanie obiektu wspierała w XXI wieku ambasada RP w Erywaniu.

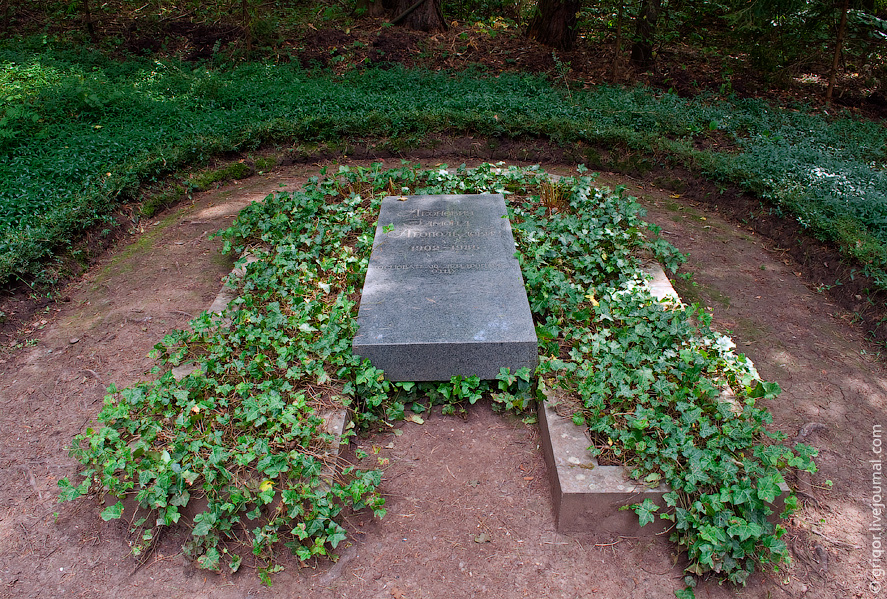
Grób Edmunda Leonowicza

## Położenie i warunki fizjograficzne
Arboretum położone jest na północnych stokach Gór Bazumskich na rzędnej 1550 m n.p.m. przy miejscowości Giulagarak, około 7 km na południowy wschód od miasta Stepanawan, przy drodze M3 łączącej Wanadzor z Tbilisi w Gruzji.
Ze względu na położenie górskie panuje tu surowy klimat. W okresie zimowym spadki temperatur sięgają –28,5 °C, śnieg zalega tu od grudnia do marca. Średnie opady roczne wynoszą 550 mm.

## Kolekcja

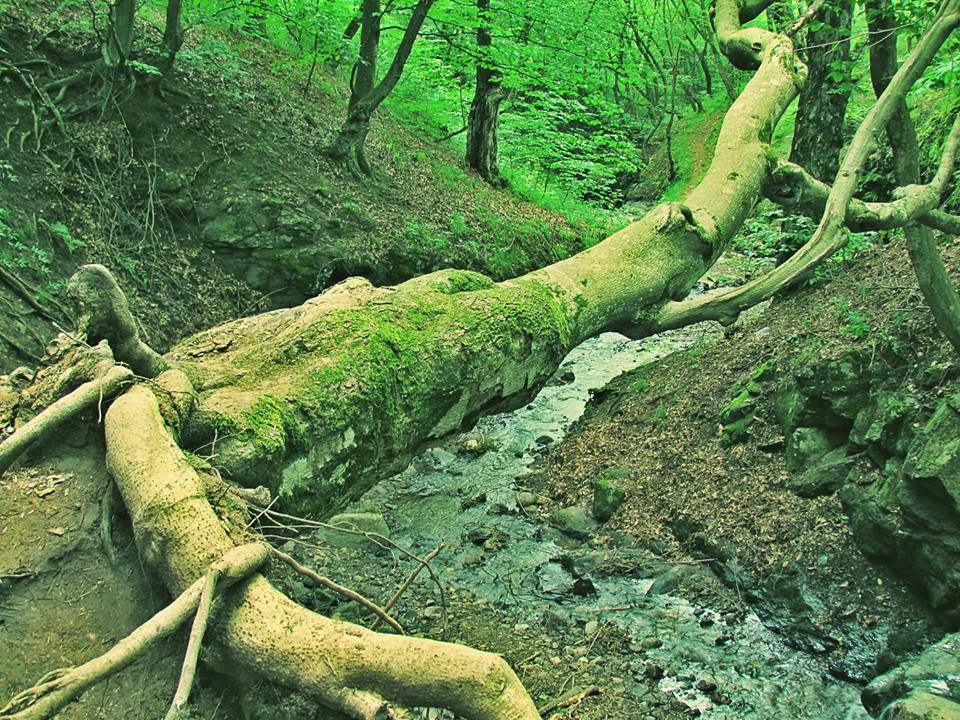
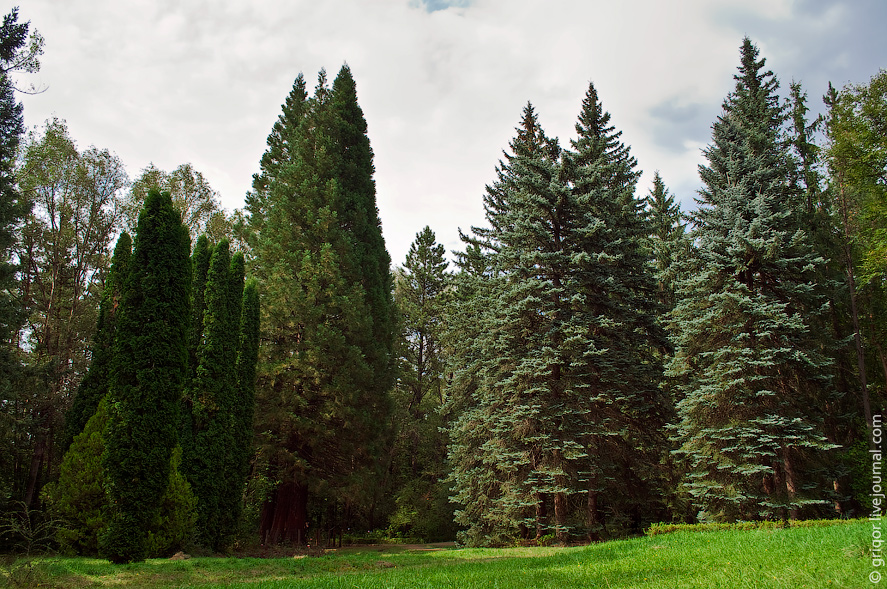
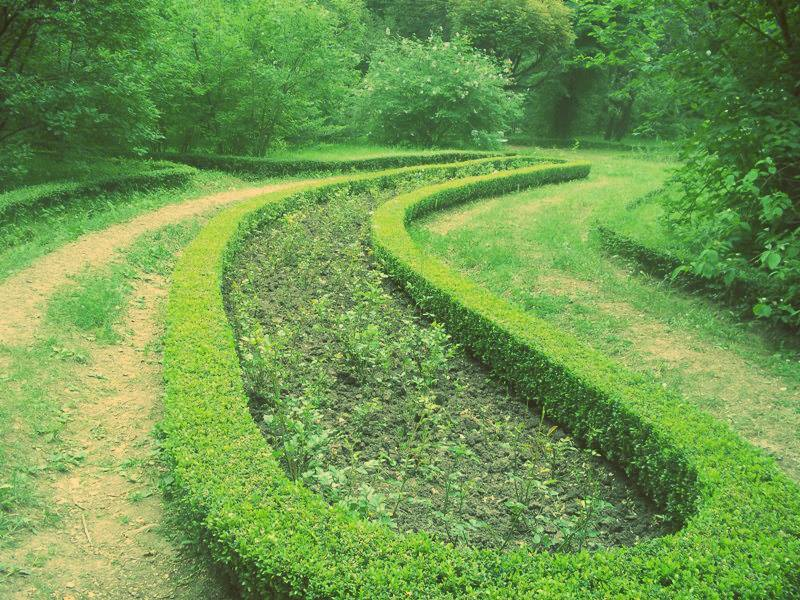

Arboretum powstało w lesie iglastym z dominacją sosny syberyjskiej, pociętym alejami z lipą drobnolistną Tilia cordata. Rosną tu dziko przedstawiciele rodzimej dendroflory z rodzajów: orzech Juglans, jabłoń Malus, grusza Pyrus i topola Populus, a także: grab pospolity Carpinus betulus, wiąz górski Ulmus glabra, pospolity Ulmus minor i Ulmus elliptica, buk wschodni Fagus orientalis, Tilia rubra subsp. caucasica, dąb kaukaski Quercus macranthera, dąb bezszypułkowy Quercus petraea subsp. iberica, dąb szypułkowy Quercus robur subsp. pedunculiflora.
W czasie funkcjonowania arboretum testowano w nim przydatność do lokalnych warunków ok. 2,5 tysiąca taksonów. Z tej liczby introdukowanych taksonów w ogrodzie utrzymało się i rośnie ok. 500 gatunków.
Nasiona z arboretum rozprzestrzeniane są w świecie za pośrednictwem Index seminum wydawanego przez ogród botaniczny w Erywaniu. Głównie z ogrodu w Erywaniu pochodzą też rośliny sadzone w arboretum, sprowadzane z różnych regionów byłego Związku Radzieckiego, ale także Chin, zachodniej Europy i Ameryki Północnej.